# Troy Lesesne
Troy Lesesne (West Columbia, Estados Unidos, 27 de octubre de 1983) es un exjugador y entrenador de fútbol estadounidense. Actualmente está sin club.

## Carrera como jugador
Nacido en West Columbia, Carolina del Sur, Lesesne jugó cuatro años de fútbol universitario en el College de Charleston, ayudándolos a lograr 47 victorias y una aparición en la segunda ronda del Torneo de la National Collegiate Athletic Association de 2004 después de ganar la Southern Conference. Se graduó del Departamento de Comunicación con una Licenciatura en Artes en 2004 y una Maestría en Artes en Comunicación en 2010.

### Profesional
En agosto de 2005, Lesesne firmó con el Charleston Battery donde hizo 38 apariciones en dos temporadas y ayudó al equipo a avanzar a las semifinales del USL Championship en 2006.

## Carrera como entrenador
De 2005 a 2014, Lesesne pasó diez años como entrenador asistente del College de Charleston, donde ayudó al programa a compilar un récord de 82-76-14, junto con un campeonato de temporada regular de la Southern Conference y una segunda ronda en el National Collegiate Athletic Association de 2010. Durante su mandato, CollegeSoccerNews.com lo nombró uno de los 20 mejores entrenadores asistentes de la nación en 2011 y 2013 y también fue seleccionado para el programa inaugural de entrenadores de United Soccer Coaches NCAA "Top 30 Under 30" en 2013.
En 2014, Lesesne ascendió del juego universitario a las filas de entrenador profesional y pasó la temporada como entrenador asistente y enlace con el Charleston Battery como parte de su afiliación con la Major League Soccer y la United Soccer League, sirviendo como personal técnico que trabaja con jugadores prestados por el Vancouver Whitecaps. El club canadiense culminó la campaña de 2014 quinto en la clasificación de la temporada regular, lo que le valió al club un lugar en los playoffs.
En 2015, Lesesne fue nombrado primer asistente del equipo de expansión Charlotte Independence, donde pasó cuatro años como entrenador de Mike Jeffries. Ayudó al equipo a clasificarse para los play-offs consecutivos en 2016 y 2017, además de avanzar a los dieciseisavos de final de la Lamar Hunt U.S. Open Cup en la temporada inaugural del club, que fue la más lejana para cualquier equipo de liga inferior.
El 13 de agosto de 2018, Lesesne fue anunciado como el primer entrenador y director técnico del nuevo club de expansión de la USL, New Mexico United. Durante su permanencia, el club registró un récord de 34 victorias, 25 empates y 29 derrotas, además de clasificar a los play-offs en 2019 y 2020. En 2019, avanzó a los cuartos de final de la Lamar Hunt U.S. Open Cup. En 2020, el club consiguió su primera victoria en los play-offs y Lesesne fue nombrado coentrenador del año de la USL. Finalmente, rechazó la oferta de extensión de contrato del club y anunció su renuncia el 5 de noviembre de 2021.
El 25 de enero de 2022, Lesesne se incorporó a los New York Red Bulls como entrenador asistente. El 8 de mayo de 2023, fue nombrado entrenador por el resto de la temporada 2023 después de que el club prescindiese de Gerhard Struber.En diciembre del mismo año, el club anunció que dejaría de ser el técnico.
En enero de 2024, fue oficializado como entrenador del D.C. United y firmó un contrato hasta diciembre de 2026. No obstante, el 10 de julio de 2025, fue relevado de sus funciones luego de que el equipo quedara eliminado de la Lamar Hunt U.S. Open Cup.

## Clubes

### Como jugador
| Club                   | País           | Año  |
| ---------------------- | -------------- | ---- |
| Charleston Battery     | Estados Unidos | 2005 |
| Wilmington Hammerheads | Estados Unidos | 2005 |
| Charleston Battery     | Estados Unidos | 2006 |

### Como entrenador
| Club               | País           | Año       |
| ------------------ | -------------- | --------- |
| New Mexico United  | Estados Unidos | 2018-2021 |
| New York Red Bulls | Estados Unidos | 2023      |
| D.C. United        | Estados Unidos | 2024-2025 |